# A metà del viaggio
A metà del viaggio è una raccolta del cantante pop italiano Riccardo Fogli, pubblicata nel 1991 dall'etichetta discografica Epic.
Contiene undici brani, fra i quali Io ti prego di ascoltare, presentata al Festival di Sanremo, e gli altri due inediti Dimmi chi sei e A metà del viaggio.

## Tracce
1. Tanta voglia di lei 3:56
2. A metà del viaggio (Laurex, Andrea Aldo de Angelis e Vincenzo Incenzo) 3:32
3. Noi due nel mondo e nell'anima 3:10
4. Piccola Katy 3:40
5. Pensiero 3:30
6. Dimmi chi sei (Bruno Laurenti e Andrea Aldo de Angelis) 3:35
7. Io ti prego di ascoltare (Guido Morra e Maurizio Fabrizio) 4:23
8. Storie di tutti i giorni (Riccardo Fogli, Guido Morra e Maurizio Fabrizio) 4:22
9. Che ne sai (Renato Brioschi e Riccardo Fogli) 3:55
10. Mondo (Luigi Lopez e Carla Vistarini) 3:53
11. Malinconia (Guido Morra e Maurizio Fabrizio) 4:20

## Formazione
- Riccardo Fogli – voce
- Dave Clempson – chitarra
- Claudio Guidetti – tastiera, programmazione
- Luciano Titi – fisarmonica
- Charlie Morgan – batteria
- Luca Orioli – tastiera, programmazione
- Derek Wilson – batteria
- Luciano Ciccaglioni – chitarra acustica
- Franco Ventura – chitarra elettrica
- Lilla Costarelli, Marco D'Angelo, Maria Grazia Fontana, Simona Pirone, Vincent Thoma – cori